# Richard E. Greenleaf
Richard Edward Greenleaf (Hot Springs, Arkansas, 6 de mayo de 1930 - 8 de noviembre de 2011) fue un historiador estadounidense especialista en la Inquisición Mexicana.
Greenleaf estudió en la Universidad de Nuevo México su licenciatura, maestría y doctorado. Obtuvo su doctorado en 1957 bajo la dirección de France Vinton Scholes con una tesis titulada "Zumárraga y la Inquisición de México, 1536 a 1543". Greenleaf comenzó su carrera docente en 1955 en la Universidad de las Américas en la Ciudad de México, donde ocupó el puesto de director del Departamento de Historia y Estudios Internacionales, decano de la escuela de posgrado y, finalmente, vicepresidente académico. Se trasladó a la Universidad de Tulane en Nueva Orleans en 1969 donde fue nombrado director del Roger Thayer Stone Center for Latin American Studies al año siguiente. En 1982, Greenleaf ocupó por primera vez la cátedra France V. Scholes de Historia Colonial Latinoamericana. Fue un recaudador de fondos incansable y eficaz que dotó los estudios interdisciplinarios de América Latina en Tulane para incluir un programa de posgrado, valiosas colecciones de la biblioteca, y becas de viaje para la investigación de los estudiantes. En 1998 se retiró a Albuquerque, donde continuó trabajando con estudiantes de posgrado como profesor investigador adjunto en su alma mater.
Es autor de 11 monografías y fue la máxima autoridad en la Inquisición mexicana. Sus principales contribuciones son Zumárraga and the Mexican Inquisition, 1536–1543 (1961), The Mexican Inquisition of the Sixteenth Century (1969), Mixtec Religion and Spanish Conquest: The Oaxaca Inquisition Trials, 1544–1547 (1991), y una colección de textos titulada The Roman Catholic Church in Colonial Latin America (1971).
Además, Greenleaf fue autor de cerca de 50 capítulos y artículos en las áreas de su especialidad, como la Inquisición mexicana, la historia de la iglesia colonial, la Louisiana española, la masonería en México y los sistemas de trabajo coloniales. En 2010, la American Academy of Franciscan History publicó una selección de sus artículos en The Inquisition in Colonial Latin America: Selected Writings of Richard E. Greenleaf. Un volumen similar se había publicado en México en 1985 con el título Inquisición y sociedad en el México colonial.
Greenleaf formó parte del consejo editorial de varias revistas científicas como The Americas, The Hispanic American Historical Review y Handbook of Latin American Studies. 